# Morti nel 1945/Senza giorno specificato
| Questa pagina contiene informazioni ricavate automaticamente dalle voci biografiche con l'ausilio del template Bio e di un bot. L'aggiornamento è periodico e automatico e ricostruisce completamente la pagina. Se manca una persona in questa lista, sei pregato di non aggiungerla, ma accertati piuttosto che la sua voce biografica contenga il template Bio e che i dati anagrafici siano correttamente compilati. Se il template Bio manca, inseriscilo tu stesso o, in alternativa, metti l'avviso {{tmp\|Bio}} che ne segnala la mancanza. Se i dati riportati sono sbagliati, correggi direttamente la voce biografica; le modifiche saranno visibili in questa lista entro pochi giorni. Per chiarimenti vedi il progetto biografie. La lista contiene solo le 122 persone che sono citate nell'enciclopedia e per le quali è stato implementato correttamente il template Bio. Pagina aggiornata al 10 ago 2025. |

- Milan Aćimović, politico serbo (n. 1898)
- Karl Alwin, direttore d'orchestra tedesco (n. 1891)
- Amaluddin Al Sani Perkasa Alamsyah, sovrano indonesiano (n. 1893)
- Bernhard Ankermann, etnologo tedesco (n. 1859)
- Aleksejs Anufrijevs, cestista lettone (n. 1912)
- Hélène Berr, scrittrice francese (n. 1921)
- Pietro e Maria Botto, sindacalista italiano (n. 1864)
- Paul Bredow, militare tedesco (n. 1902)
- Gabriele Briganti, bibliotecario italiano (n. 1874)
- Warwick Buckland, regista, attore e sceneggiatore britannico (n. 1863)
- Mike Cumberlege, militare britannico (n. 1905)
- Francesco Camilotti, dirigente sportivo, avvocato e calciatore italiano (n. 1894)
- Josef Čapek, pittore e scrittore ceco (n. 1887)
- Nathan Cassuto, medico e rabbino italiano (n. 1909)
- Georges Colomb, botanico e fumettista francese (n. 1856)
- Cesare Colombo, tennista italiano (n. 1889)
- Luigi Cosattini, partigiano italiano (n. 1913)
- Piero Cosmin, militare e prefetto italiano (n. 1903)
- Aurelio Craffonara, pittore italiano (n. 1875)
- Antonio Curti, giornalista, storico e commediografo italiano (n. 1858)
- Michał Czajczyk, cestista polacco (n. 1915)
- Alberto Dalla Volta, italiano (n. 1922)
- Ormonde Dalton, storico dell'arte inglese (n. 1866)
- Carlo Dell'Antonio, militare, aviatore e partigiano italiano (n. 1913)
- Antonis Diamantidis, musicista, cantante e compositore greco (n. 1892)
- Aleksandr Michajlovič Dobroljubov, poeta russo (n. 1876)
- Margot Dreschel, militare tedesca (n. 1908)
- Raoul Dutheil, calciatore francese (n. 1889)
- William Phelps Eno, imprenditore statunitense (n. 1858)
- Mahmud Essawy, politico e terrorista egiziano (n. 1917)
- Naime Sultan, principessa ottomana (n. 1876)
- Aleksej Evgrafovič Favorskij, chimico russo (n. 1860)
- Otto von Feldmann, militare e politico tedesco (n. 1873)
- Filizten Hanim, ottomana (n. 1862)
- Mario Finzi, magistrato, pianista e musicista italiano (n. 1913)
- Anna Frank, scrittrice tedesca (n. 1929)
- Margot Frank, tedesca (n. 1926)
- Emilio Gallo, imprenditore italiano (n. 1870)
- Mario Gallo, regista cinematografico italiano (n. 1878)
- Gaetano Galvani, scultore italiano (n. 1868)
- Ján Golian, generale cecoslovacco (n. 1906)
- Alfred Goodey, filantropo inglese (n. 1878)
- Władysław Goral, vescovo cattolico polacco (n. 1898)
- Louisa Gould, britannica (n. 1891)
- Giuseppe Gozzer, militare e partigiano italiano (n. 1914)
- Georges Valois, politico, economista e scrittore francese (n. 1878)
- Mārtiņš Grundmanis, cestista lettone (n. 1913)
- Earl Gulick, cantante statunitense (n. 1888)
- Gustavas Gvildys, calciatore lituano (n. 1901)
- Győző Halmos, ginnasta ungherese (n. 1889)
- Heino von Heimburg, ammiraglio e giudice tedesco (n. 1889)
- Adolf Heyrowsky, aviatore austro-ungarico (n. 1882)
- Ernst Holzlöhner, medico tedesco (n. 1899)
- Ivan Hribovšek, poeta e filologo sloveno (n. 1923)
- Alexandru Iliescu, politico rumeno (n. 1901)
- Jules Janet, psicologo e medico francese (n. 1861)
- Sándor Kasza, aviatore austro-ungarico (n. 1896)
- Heinrich Kiliani, chimico tedesco (n. 1855)
- Seitarō Kitayama, pittore e animatore giapponese (n. 1889)
- Bruno Kittel, militare austriaco (n. 1922)
- Gideon Klein, pianista e compositore cecoslovacco (n. 1919)
- Heinrich Koenen, ingegnere tedesco (n. 1910)
- Edmond Kramer, calciatore svizzero (n. 1906)
- Martha Krug-Genthe, geografa tedesca (n. 1871)
- Felix König, alpinista, scienziato e esploratore austriaco (n. 1880)
- Karl Künstler, militare tedesco (n. 1901)
- Angelo Longanesi-Cattani, pittore e decoratore italiano (n. 1860)
- Antonio Lozès, calciatore francese (n. 1905)
- Alfred Lucas, chimico britannico (n. 1867)
- Arturo Luzzatto, politico italiano (n. 1861)
- Ennio Maffiolini, velocista italiano (n. 1902)
- Clementina Laura Majocchi, poetessa e giornalista italiana (n. 1866)
- Emil Manz, scultore tedesco (n. 1880)
- Maria Lazzari, partigiana italiana (n. 1903)
- Giovanni Montorsi, stilista italiano (n. 1883)
- Thomas Müller, militare tedesco (n. 1902)
- Amador Obordo, cestista filippino
- Koson Ohara, pittore e disegnatore giapponese (n. 1877)
- Franz Palatz, compositore di scacchi tedesco (n. 1896)
- Frederick Parks, pugile britannico (n. 1885)
- Luigi Parmeggiani, anarchico, falsario e antiquario italiano (n. 1860)
- Søren Petersen, pugile danese (n. 1894)
- Richard Pfeiffer, biologo tedesco (n. 1858)
- Angelo Piccioli, insegnante e scrittore italiano (n. 1886)
- Kurts Plade, calciatore lettone (n. 1898)
- Zofia Praussowa, politica e partigiana polacca (n. 1878)
- Luigia Maria Pucheria Borgato, religiosa italiana (n. 1898)
- Luis Reyes Peñaranda, calciatore boliviano (n. 1911)
- Joaquim Rodrigues Ferreira, calciatore portoghese (n. 1898)
- Aleksandrs Roga, calciatore lettone (n. 1896)
- Umberto Rognoni, pittore italiano (n. 1907)
- Mór Rázsó, calciatore ungherese (n. 1896)
- Arthur Rödl, militare tedesco (n. 1898)
- Michał Pius Römer, avvocato, scienziato e politico lituano (n. 1880)
- Sazkar Hanım, ottomana (n. 1873)
- Rafael Schächter, compositore, pianista e direttore d'orchestra cecoslovacco (n. 1905)
- Eugénie Segond-Weber, attrice teatrale francese (n. 1867)
- Herbert Sieronski, ciclista su strada tedesco (n. 1906)
- Gino Sirola, politico italiano (n. 1885)
- Kārlis Skalbe, scrittore lettone (n. 1879)
- Nina Sullam Rignano, filantropa e attivista italiana (n. 1871)
- Mirko Tarana, pallanuotista jugoslavo (n. 1913)
- Salvatore Testoni, poeta italiano (n. 1865)
- Calogero Tumminelli, editore e tipografo italiano (n. 1886)
- Froylán Turcios, scrittore honduregno (n. 1873)
- Ludovic Valborge, tiratore a segno haitiano (n. 1889)
- Ernesto Verrucci-Bey, architetto italiano (n. 1874)
- Vladimir Vinek, calciatore jugoslavo (n. 1901)
- Branko Vukelić, agente segreto jugoslavo (n. 1904)
- William Gillan Waddell, papirologo scozzese (n. 1884)
- Walter Wagner, notaio tedesco (n. 1907)
- Henry Baldwin Ward, botanico e zoologo statunitense (n. 1865)
- C.J. Williams, regista, attore e sceneggiatore statunitense (n. 1859)
- Fratelli Wong, regista cinese (n. 1895)
- Margaret Woods, scrittrice inglese (n. 1856)
- Miss Lala, circense (n. 1858)
- Abigaille Zanetta, educatrice italiana (n. 1875)
- Roberto Züst, imprenditore svizzero (n. 1872)
- Roger de Lessert, zoologo e aracnologo svizzero (n. 1878)
- César Álvarez Dumont, pittore spagnolo (n. 1866)
- Ngô Đình Khôi, politico vietnamita (n. 1885)
- Şehsuvar Hanim, ottomana (n. 1881)